# Кака (футболист)
Вижте пояснителната страница за други личности с името Кака.
Рикардо Изексон дош Сантош Лейте (на португалски: Ricardo Izecson dos Santos Leite), известен още като Какá (прякора му идва от малкия му брат, който не е можел да казва Рикардо и го е наричал Какá), е бивш бразилски футболист, играл като атакуващ полузащитник. Кака печели световна слава по време на престоя си в италианския Милан от 2003 до 2009 г., където става шампион на Италия, печели Шампионската лига и наградите Златна топка и Футболист на годината на ФИФА през 2007 г., утвърждавайки се като един от най-добрите атакуващи халфове в света. През 2009 г. Кака е привлечен от Реал Мадрид за 65 милиона евро, ставайки четвъртият най-скъп футболист в историята на футбола. Честите контузии не му позволяват да повтори успехите си с Милан с белия екип и през 2013 г. се завръща повторно в Милано.
Кака става световен шампион с Бразилия през 2002 г. Участва също на световните първенства през 2006 и 2010 г., печели купата на конфедерациите през 2005 и 2009 г. Има записани 89 мача и 29 гола за селесао.
След успешното представяне на световното първенство през 2010 г., където спомага за достигането на Бразилия до четвъртфинал, въпреки че през 2013/2014 г. навлиза в добра форма, не е повикан от треньора Сколари в състава за шампионата в Бразилия и отборът-домакин губи катастрофално последните два мача (полуфинала с 1:7 и за 3-то място с 0:3), като остава четвърти.
През май 2016 г. е повикан по спешност от треньора Дунга в националната селекция на Бразилия за турнира „Копа Америка Сентенарио“ през юни 2016 г. в САЩ. 
Kака завършва кариерата си в американския Орландо Сити ФК, като по време на престоя си е най-високо платеният футболист в американското първенство Мейджър Лийг Сокър (МЛС). 

## Кариера
Кака дебютира в професионалния футбол с екипа на Сао Паоло през 2001 г. За кратко време израства като футболист и намира място място в първия отбор на Бразилия. През 2002 г. става световен шампион със селесао и привлича вниманието на грандовете в Европа. Кака става известен с отличния си дрибъл, визията върху играта и стрелбата от далечно разстояние.

### Милан
Младокът отхвърля множество оферти, за да постигне своята детска мечта, а именно да играе с фланелка на „росонерите“ от Милано.
През 2003 година, едва на 21 години, Какá облича екипа на любимия Милан. Мнозина смятат, че той няма да успее да се наложи в суперселекцията на Милан, борейки се за титулярно място с доказани звезди като Руи Коща и Ривалдо, но младия бразилец се справя отлично с тази ситуация, като още през първия си сезон се налага в титулярния състав и помага на отбора да спечели Скудетото, Суперкупата на Италия и Суперкупата на Европа, като прави своя дебют в Серия А на 21 август 2003 г. при победата с 3 – 0 над Лацио. Едва месец по-късно дебютира и в Шампионската лига срещу Аякс Амстердам, отново с победа.
На 1 ноември 2006 г. отбелязва своя първи хеттрик в мач от Шампионската лига в срещата между Милан и белгийския ФК Андерлехт (завършил с победа на Милан с 4 – 1). Какá притежава способността да мотивира съотборниците си и да ги „зарежда“ с оптимизъм и желание за победа. Заради отличната си и комбинативна игра получава заслужено високи оценки от именити треньори и специалисти.
През 2007 г. Кака печели Шампионската лига с Милан. Превръща се в голмайстор на турнира и е определен за най-добър футболист в турнира за същия сезон. Кака е награден и със Златната топка през 2007 г.

### Реал Мадрид
На 8 юни 2009 г. Кака подписва 6-годишен договор с Реал Мадрид. Според испанските медии трансферната сума е на стойност 65 милиона евро, а заплатата на Кака е около 12 милиона евро на сезон. Множеството контузии пречат на бразилеца да демонстрира познатата си форма с екипа на белия балет. След привличането на Месут Йозил се налага на Кака да се бори за титулярното място с него.
С Реал Кака печели Купата на Краля през 2011 г. , Примера Дивисион  и Суперкупата на Испания през 2012 г. 
На 29 август 2013 г. Кака разтрогва договора си с Реал.

### Отново вМилан
На 2 септември 2013 г. Кака се завръща в Милан със свободен трансфер, където изиграва един сезон. Завръщането на бразилеца в Милано далеч не е така бляскаво както първия му престой в клуба и след края на сезон 2013 – 2014 Кака се завръща в Бразилия, обличайки за втори път екипа на Сао Пауло.

### Орландо Сити
На 1 юли 2014 г. подписва договор с Орландо Сити ФК, но доиграва годината в Сао Пауло. През 2015 г. е избран за капитан на отбора.

### Край на кариерата
През 2017 г. Кака официално се отказва от футбола и слага край на професионалната си кариера.

## Статистика

### Клубна кариера
| Клуб              | Сезон             | Шампионат | Шампионат | Купа1  | Купа1  | Континентални турнири2 | Континентални турнири2 | Други турнири3 | Други турнири3 | Общо   | Общо   |
| Клуб              | Сезон             | Мачове    | Голове    | Мачове | Голове | Мачове                 | Голове                 | Мачове         | Голове         | Мачове | Голове |
| ----------------- | ----------------- | --------- | --------- | ------ | ------ | ---------------------- | ---------------------- | -------------- | -------------- | ------ | ------ |
| Сао Пауло         | 2001              | 38        | 14        | 7      | 1      | 5                      | 0                      | 8              | 3              | 58     | 18     |
| Сао Пауло         | 2002              | 22        | 9         | 9      | 6      | —                      | —                      | 18             | 7              | 49     | 22     |
| Сао Пауло         | 2003              | 17        | 7         | 5      | 0      | —                      | —                      | —              | —              | 22     | 7      |
| Милан             | 2003/04           | 30        | 10        | 4      | 0      | 10                     | 4                      | 1              | 0              | 44     | 14     |
| Милан             | 2004/05           | 36        | 7         | 1      | 0      | 13                     | 2                      | 1              | 0              | 51     | 9      |
| Милан             | 2005/06           | 35        | 14        | 2      | 0      | 12                     | 5                      | —              | —              | 49     | 19     |
| Милан             | 2006/07           | 31        | 8         | 2      | 0      | 15                     | 10                     | —              | —              | 48     | 18     |
| Милан             | 2007/08           | 30        | 15        | 0      | 0      | 8                      | 2                      | 3              | 2              | 41     | 19     |
| Милан             | 2008/09           | 31        | 16        | 1      | 0      | 4                      | 0                      | —              | —              | 36     | 16     |
| Реал Мадрид       | 2009/10           | 25        | 8         | 1      | 0      | 7                      | 1                      | —              | —              | 33     | 9      |
| Реал Мадрид       | 2010/11           | 14        | 7         | 3      | 0      | 3                      | 0                      | —              | —              | 20     | 7      |
| Реал Мадрид       | 2011/12           | 27        | 5         | 4      | 0      | 8                      | 3                      | 1              | 0              | 40     | 8      |
| Реал Мадрид       | 2012/13           | 19        | 3         | 2      | 1      | 6                      | 1                      | 0              | 0              | 27     | 5      |
| Реал Мадрид       | Общо              | 85        | 23        | 10     | 1      | 24                     | 5                      | 1              | 0              | 120    | 29     |
| Милан             | 2013/14           | 30        | 7         | 1      | 0      | 6                      | 2                      | 0              | 0              | 37     | 9      |
| Милан             | Общо              | 223       | 77        | 11     | 0      | 68                     | 25                     | 5              | 2              | 307    | 104    |
| Сао Пауло         | 2014              | 19        | 2         | 0      | 0      | 5                      | 1                      | 0              | 0              | 24     | 3      |
| Сао Пауло         | Общо              | 96        | 32        | 21     | 7      | 10                     | 1                      | 26             | 10             | 153    | 50     |
| Орландо Сити      | 2015              | 28        | 9         | 3      | 2      | 0                      | 0                      | 0              | 0              | 31     | 11     |
| Орландо Сити      | 2016              | 24        | 9         | 0      | 0      | 0                      | 0                      | 0              | 0              | 24     | 9      |
| Орландо Сити      | 2017              | 23        | 6         | 1      | 0      | 0                      | 0                      | 0              | 0              | 24     | 6      |
| Орландо Сити      | Общо              | 75        | 24        | 4      | 2      | 0                      | 0                      | 0              | 0              | 79     | 26     |
| Общо за кариерата | Общо за кариерата | 479       | 156       | 46     | 10     | 102                    | 31                     | 32             | 12             | 659    | 209    |

1Купите включват Купа на Бразилия, Купа на шампионите от регионалните първенства в Бразилия, Купа на Италия и Купа на Испания

2Континенталните турнири включват Шампионска лига и Купа на УЕФА

3Други турнири включват Турнира Рио – Сао Пауло, Суперкупа на Италия, Суперкупа на Испания, Суперкупа на Европа, Междуконтинентална купа и Световно клубно първенство

### Национален отбор
| Бразилия | Бразилия | Бразилия |
| Година   | Мачове   | Голове   |
| -------- | -------- | -------- |
| 2002     | 5        | 1        |
| 2003     | 10       | 5        |
| 2004     | 8        | 3        |
| 2005     | 13       | 3        |
| 2006     | 11       | 5        |
| 2007     | 12       | 5        |
| 2008     | 3        | 1        |
| 2009     | 13       | 3        |
| 2010     | 7        | 1        |
| 2011     | 0        | 0        |
| 2012     | 3        | 2        |
| 2013     | 2        | 0        |
| 2014     | 2        | 0        |
| 2015     | 2        | 0        |
| 2016     | 1        | 0        |
| Общо     | 92       | 29       |

## Успехи

### Милан
- Шампионска лига – 1 (2007)

- Суперкупа на Европа – 2 (2003, 2007)

- Световно клубно първенство – 1 (2007)

- Серия А – 1 (2004)

- Суперкупа на Италия – 1 (2004)

### Реал Мадрид
- Примера Дивисион – 1 (2012)

- Купа на Kраля – 1 (2011)

- Суперкупа на Испания – 1 (2012)

### Национален отбор
- Световно първенство – 1 (2002)

- Купа на Конфедерациите – 2 (2005, 2009)

### Индивидуални
- Златна топка на Франс Футбол – 1 (2007) [9]
- Футболист на годината на ФИФА – 1 (2007)
- Идеален отбор на годината на УЕФА – 3 (2006, 2007, 2008)
- Голмайстор на Шампионската лига – 1 (2007)
- Най-добър полузащитник в Шампионската лига – 1 (2005)
- Най-добър нападател в Шампионската лига – 1 (2007)
- Футболист на годината в Серия А – 2 (2004, 2007)
- Чуждестранен футболист на годината в Серия А – 3 (2004, 2006, 2007)
- Най-добър футболист на Световното клубно първенство на ФИФА – 1 (2007)